# Eumène III
 (septembre 2022).
Pour les articles homonymes, voir Eumène et Aristonicos.
Eumène III (mort en 129 av. J.-C.), connu d'abord sous le nom d'Aristonicos, est le second fils naturel, du roi attalide Eumène II. 

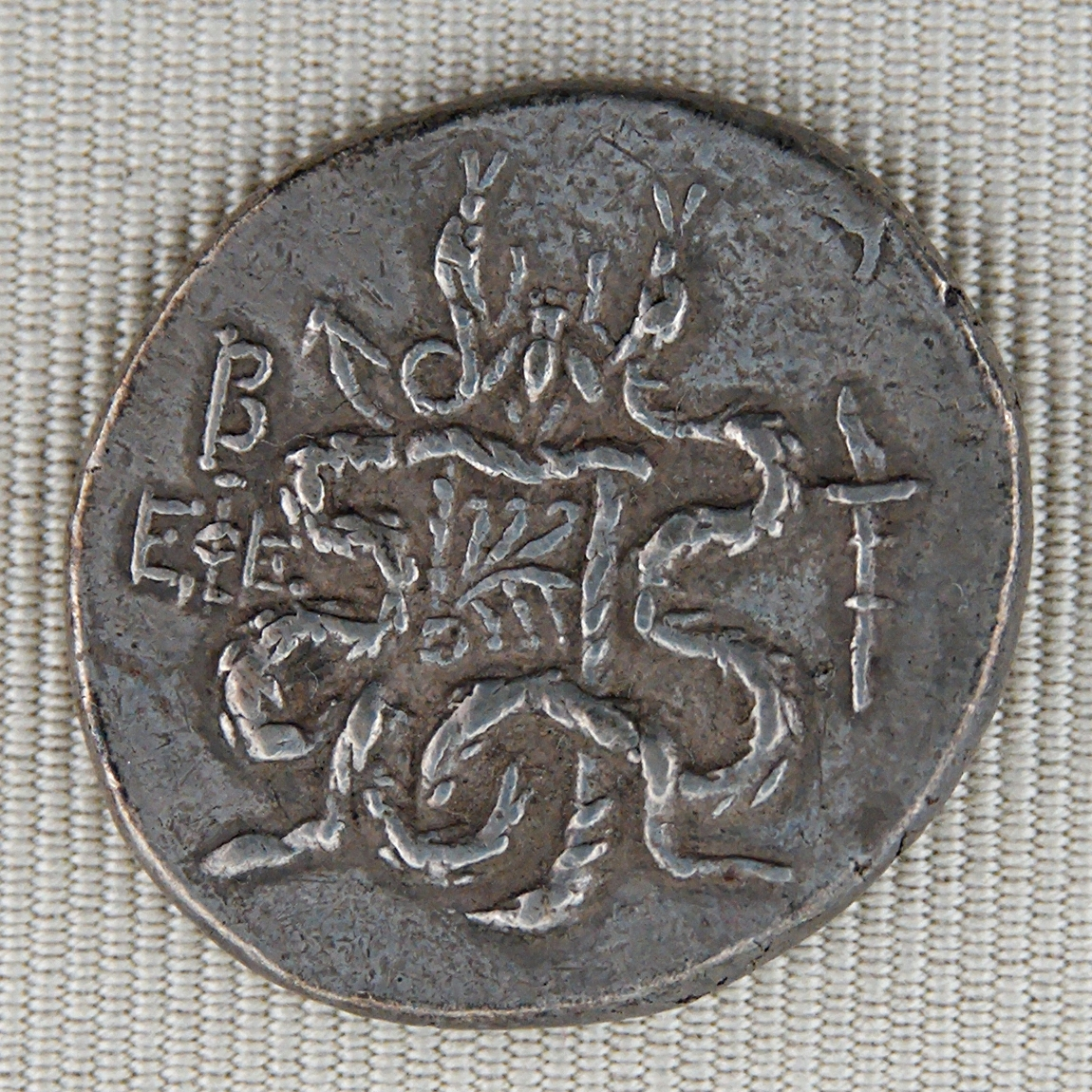
Cistophore en argent frappé à Éphèse, vers 134-131 av. J.-C., sous le règne d'Aristonicos.

Roi autoproclamé de Pergame il prend le nom d'Eumène III, étant en opposition à la République Romaine il tente en vain d'empêcher le legs du royaume de Pergame à Rome (contrairement à la volonté de son père). 
Son court règne est remarquable pour sa tentative d'établir un État, Héliopolis, dans lequel tous vivent libres et où il n'y a pas d'esclavage.

## Biographie
À la mort de son demi-frère Attale III, qui légua son royaume à Rome en 133 av. J.-C., Aristonicos revendique le pouvoir royal, et refuse le démantèlement du royaume de Pergame. La lutte est plus large que l’ambition d’un prétendant au trône, il s’agit presque d’un mouvement « national », du moins, dynastique contre l’empire Romain. Il organise une guerre de résistance à l’aide des esclaves et paysans indigènes, contre l'application du testament d'Attale III. Il rencontre au départ quelques succès, en réussissant à s’emparer de la flotte royale Attalide, ce qui lui permit de  rallier les colonies militaires et les villes de l'intérieur du royaume contre Pergame et les cités côtières, déclarées libres à la mort d'Attale III.  
En 131, il affronte P. Licinius Crassus consul romain qui fut rapidement tué, l’honneur de la victoire revient alors à la flotte d’Ephèse qui réussit à le repousser à l’intérieur des terres.  
Malgré le nombre de partisans d’Eumène III, la rébellion dans le royaume ne cessa d’augmenter et les terreurs commises par les habitants d’Héliopolis renforcèrent le lien entre les propriétaires fonciers et Rome. En dépit de la volonté de celui qui, roi se fera appeler Eumène III, son embryon étatique sera écrasé en 129 par le consul Marcus Perperna à Stratonicée du Caïque. 
Connu des sources romaines et grecques, qui le présentent comme un usurpateur et un aventurier, Aristonicos avait pris le nom royal d'Eumène III, et battu monnaie à son effigie dès 133, comme l'atteste une série de cistophores à son nom.

## Dans les sources anciennes
- Florus, I, 35, 4
- Eutrope, IV, 20

« Cependant, une guerre fut provoquée en Asie par Aristonicos, fils d’Eumène et d’une concubine. Cet Eumène avait été le frère d’Attale. Contre lui fut envoyé Licinius Crassus qui disposait de nombreux appuis venant des rois; car le roi de Bithynie, Nicomède, aida les Romains, ainsi que Mithridate du Pont, contre lequel il y eut par la suite une guerre très difficile, Ariarathe de Cappadoce et Pylémène de Paphlagonie. Cependant Crassus fut vaincu et tué au combat; sa tête fut apportée à Aristonicus, son corps enseveli à Smyrne. Ensuite, le consul romain Perperna, qui était venu comme successeur de Crassus, apprenant ce qu’il advenait de la guerre, se rendit à marches accélérées en Asie et, après avoir vaincu Aristonicus en bataille rangée, il l’enferma dans la cité de Stratonicée où il avait trouvé refuge et le força par la famine à se rendre. Aristonicus fut sur l’ordre du Sénat étranglé à Rome dans sa prison. Il ne pouvait y avoir de triomphe sur lui parce Perperna, à son retour sur Rome, était mort à Pergame. » 
(traduction de HELLEGOUARC’H Joseph, CUF, 1999)
- Strabon, XIV, I, 38

« La petite ville de Leucae qui fait suite à Smyrne s'insurgea naguère à la voix d'Aristonic, quand, après la mort d'Attale Philométor, cet ambitieux, qui se donnait pour appartenir à la famille des rois de Pergame, imagina de prétendre à leur succession. Chassé de Leucae après la perte de la bataille navale qu'il avait livrée aux Ephésiens dans les eaux de Cume, il s'enfonça dans l'intérieur des terres, rassembla précipitamment autour de lui une foule de prolétaires et d'esclaves appelés par lui à la liberté, donna [à ces soldats improvisés] le nom d'Héliopolites, et [se mettant à leur tête] surprit d'abord Thyatira, s'empara d'Apollonis, et attaqua encore plusieurs autres forteresses; mais il ne put tenir longtemps la campagne, l'armée que les villes avaient envoyée contre lui ayant reçu des renforts à la fois du roi de Bithynie Nicomède et des rois de Cappadoce. Puis on vit arriver dans le pays cinq commissaires romains, bientôt suivis d'une armée de la république, d'un consul en personne, Publius Crassus, voire plus tard de Marcus Perperna. C'est même ce dernier qui mit fin à la guerre en prenant Aristonicus vivant et en l'envoyant sous bonne escorte à Rome. Il y périt en prison ; mais, dans le même temps, Perperna mourait de maladie, et Crassus tombait sous les coups de partisans embusqués aux environs de Leucu. On envoya pour les remplacer Manius Aquillius, un consul, qui, aidé de dix commissaires, organisa l'administration de la nouvelle province et lui donna la forme qui subsiste encore aujourd'hui. Immédiatement après Leucae, dans le golfe [de Smyrne], est Phocée. On se souvient qu'en faisant l'histoire de Massalia nous avons parlé tout au long de cette cité. Les bornes de l'Ionie et de l'Aeolide que l'on atteint ensuite ont été de même ci-dessus l'objet d'une discussion en règle. Mais dans l'intérieur il nous reste à décrire tout le canton correspondant à la côte d'Ionie, canton traversé par la route qui mène d'Ephèse à Antioche du Méandre et habité aussi par une population mêlée de Lydiens, de Cariens et de Grecs. »
(traduction française TARDIEU Amédée, 1867-1890) 
- Justin, XXXVI, 4, 6 et XXXVII, 1

« Mais il existait un fils d’Eumène, Aristonicus, qu’il avait eu, non d’une épouse légitime, mais d’une concubine d’Ephèse, fille d’un joueur de cithare, et cet Aristonicus, après la mort d’Attale, s’empara de l’Asie comme d’un patrimoine. Il avait livré plusieurs combats heureux aux cités qui, par crainte de Rome, refusaient de se livrer à lui, et il passait désormais pour un roi légitime, quand l’Asie fut décernée au consul Licinius Crassus. Celui-ci, plus appliqué à piller les trésors d’Attale qu’à la guerre, en étant venu aux mains vers la fin de l’année sans ordonner ses troupes, fut battu et paya de son sang son imprudente cupidité. Le consul Perpenna, envoyé à sa place, vainquit Aristonicus à la première rencontre, s’empara de sa personne, puis, embarquant les trésors d’Attale, dont le peuple romain était l’héritier, ils les fit transporter à Rome. » 
(Traduction de CHAMBRY. E et THELY-CHAMBRY. L, 1937) 